# Sonhos
Sonhos è il ventottesimo album di Cristiano Malgioglio, pubblicato l'8 dicembre 2017 dalla Baraonda Edizioni Musicali/Malgioglio Records e distribuito da Music First.
Nel disco, composto da 12 tracce, il cantante reinterpreta alcune note canzoni brasiliane.

## Produzione
La creazione dell'album nasce dalla grande passione di Cristiano Malgioglio per la musica brasiliana, per questo ha deciso di rivisitare le canzoni che gli hanno “segnato il cuore”. Tra i brani interpretati vi sono dei pezzi di Alcione Nazareth, Marisa Monte, Agepê e, in particolare, la versione brasiliana di "Sonhos", canzone di Peninha che l'autore tradusse in italiano per Mina nel 1984, per l'album Catene. Riguardo l'assenza di brani di Roberto Carlos Braga, l'autore ha dichiarato: «Non ho voluto inserire Roberto Carlos, che rimane il più grande cantante assoluto del mondo, perché gli avevo dedicato un album, Amiche, con Milva, Rita Pavone e Iva Zanicchi».
Il disco è stato anticipato dal singolo O maior golpe do mundo (mi sono innamorato di tuo marito), pubblicato il 24 maggio 2017. Il brano ha ricevuto un grande successo mediatico ed il video ufficiale ha raggiunto oltre 20 milioni di visualizzazioni su YouTube.

## Classifica
Il 15 dicembre 2017 il primo singolo O maior golpe do mundo (mi sono innamorato di tuo marito), dopo mesi dal rilascio, si trova nella top 100 di iTunes ed il video musicale si trova al settimo posto nelle tendenze di YouTube Italia.

## Promozione
Il disco ed il singolo promozionale è stato spesso menzionato e presentato dal cantante nelle varie ospitate televisive avvenute nel corso del 2017, come al Maurizio Costanzo Show, Domenica Live, Mattino Cinque e Verissimo. In particolare l'artista è stato concorrente della seconda edizione del Grande Fratello VIP, e nel programma ha avuto molto spazio la promozione del suo singolo e del nuovo progetto discografico.
Con l'uscita dell'album Malgioglio realizzerà degli incontri negli store Mondadori, per incontrare i fan e autografare il disco.

## Tracce
1. O maior golpe do mundo (mi sono innamorato di tuo marito) – 3:23 (M. Lago, S. Correo)
2. Sonhos – 4:17 (Peninha)
3. Deixa eu te amar – 4:05 (Agepe)
4. Tres – 3:52 (A. Cicero, M. Lima)
5. Moça – 4:19 (Wando)
6. Poxa – 3:04 (G. De Souza)
7. Ainda Bem – 3:32 (M. Monte, A. Antunes)
8. Veja bem meu bem – 3:39 (M. Camelo)
9. El que llora no ama – 4:45 (M. De Vila, Ze Catimba)
10. Tico tico – 3:11 (Z. De Abreu)
11. Sonho Meu – 3:16 (Dona Ivone Iara, Delcio Carvalho)
12. Lambada – 3:48 (U. Hermosa, Virreira)

Durata totale: 45:11